# اتحاد برای تونس
اتحاد برای تونس (عربی: الاتحاد من أجل تونس) یک اتحادیه انتخاباتی سکولار در تونس است که در فوریه ۲۰۱۳ تشکیل شد تا در انتخابات مجلس اکتبر ۲۰۱۴ شرکت کند. در اصل شامل پنج حزب سیاسی بود تنها سه حزب هنوز بخشی از انتخابات هستند، حزب جمهوری‌خواه، حزب اصلی است که از ۳۰ دسامبر ۲۰۱۳ ائتلاف را ترک کرد، در ماه مه ۲۰۱۴ جنبش ندا تونس اعلام کرد که در لیست‌های جداگانه ادامه خواهد داد.

## احزاب وابسته
- مسیر سوسیال دموکراتیک (المسار)
- حزب کارگر میهنی و دموکراتیک (PTPD)
- حزب سوسیالیست (PS)[۳]